# دلفست
دلفست یک تولید‌کننده‌ٔ دوچرخه برقی اوکراینی در ایالات متحده است.

## تاریخچه
دلفست از سال ۲۰۱۴ در اوکراین به عنوان یک سرویس پیک دوچرخه برای سفارش آنلاین در کی‌یف مشغول خدمات‌رسانی است . هدف این شرکت در ابتدا ارائهٔ خدمات سازگار با محیط زیست بود؛ اما چیزی بیش از کیفیت و عملکرد دوچرخه های برقی موجود در بازار را انتظار داشت. به همین دلیل مجبور شد خودش دست به ساخت دوچرخه‌ی برقی بزند. در سال ۲۰۱۷، این شرکت تولید را با ۱۵۰۰۰۰ دلار سرمایه جمعی در کیک‌استارتر راه‌اندازی کرد. 
به دلیل تقاضای بسیار زیادی که برای دوچرخه‌های الکترونیکی دلفست وجود داشت، این شرکت یک پروژه‌ی جانبی را به تجارت تبدیل کرد. تا سال ۲۰۱۹، این شرکت چندین دوچرخه‌ی برقی موفق تولید کرد و تا ۲۰۰۰۰ پیش‌سفارش نیز دریافت کرد. دلفست از نزدیک با موسسه‌ی پلی‌تکنیک کی‌یف در زمینه‌ی تحقیق و توسعه همکاری کرد. در آوریل ۲۰۲۰، از بانک اروپایی بازسازی و توسعه "کوپن‌های نوآوری آب و هوا" را دریافت کرد که به این شرکت اجازه می‌داد دوچرخه‌های الکترونیکی را برای بازار اتحادیه اروپا تایید کند. این شرکت یک دفتر درایالات متحده، لس‌آنجلس تأسیس کرد، تولید را از چین به اوکراین منتقل کرد و 3.4 میلیون دلار بودجه برای مرکز تحقیق و توسعه‌ی خود در اوکراین جمع‌آوری نمود.   
بیشتر دوچرخه‌های الکترونیکی دلفست در ایالات متحده، اتحادیه‌ی اروپا، کانادا و مکزیک خریداری می‌شوند. این شرکت همچنین دوچرخه‌های الکترونیکی را برای شرکت‌های تحویل کالا مانند گلاوو تولید می‌کند.  در طول حمله‌ٔ روسیه به اوکراین در سال ۲۰۲۲ ، دوچرخه‌های الکترونیکی دلفست اصلاح شده به طور گسترده توسط ارتش اوکراین به عنوان حامل‌های مخفی سلاح ضدتانک سبک نسل بعدی در حملات به خودروهای زرهی روس مورد استفاده قرار گرفت. 